# Разница голов

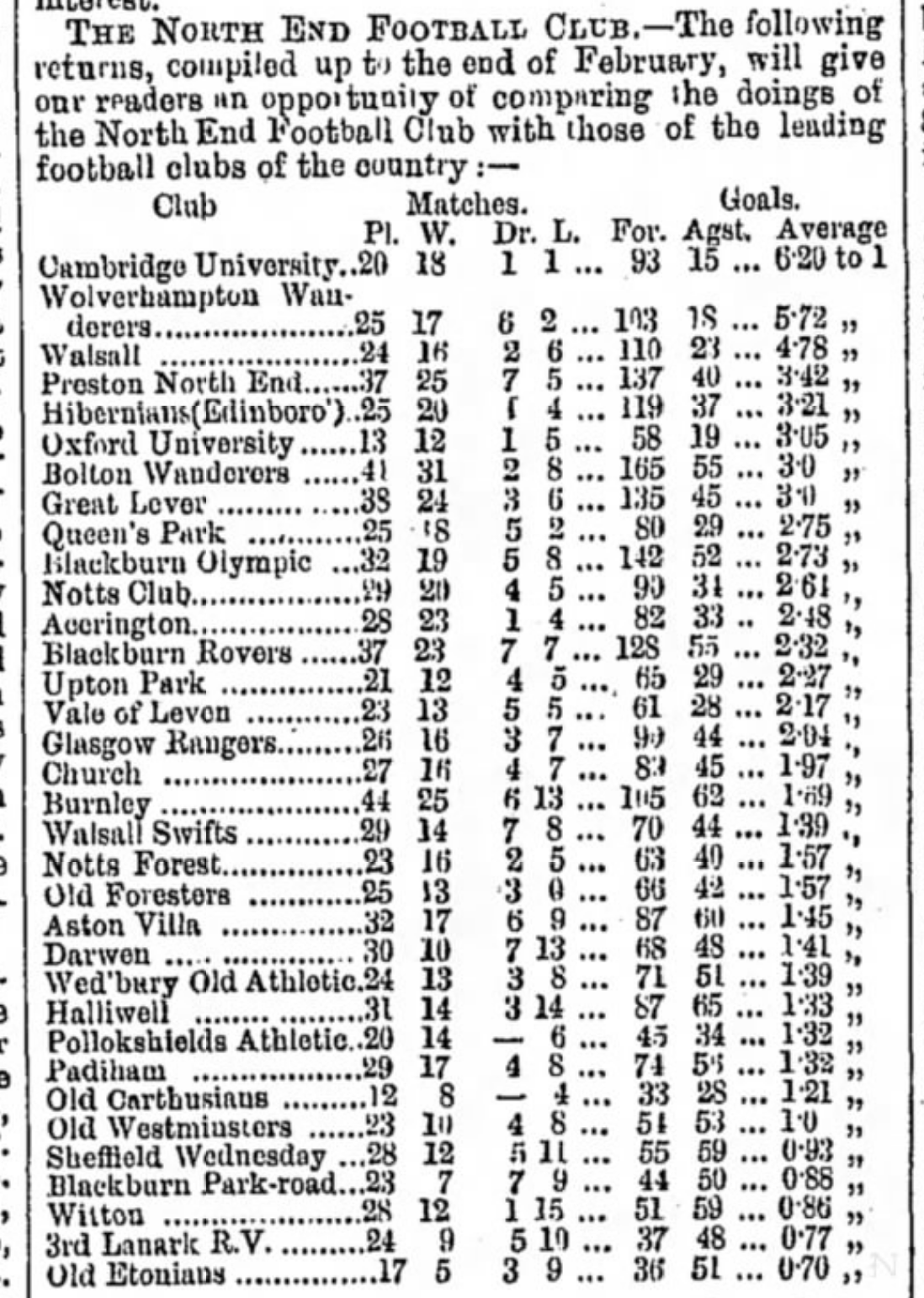
Пример использования критерия «соотношение голов» в турнирной таблице 1885 года

Разница голов (разница или разность мячей, шайб, очков) — статистический показатель, используемый в футболе и других игровых видах спорта с целью классификации команд с равным количеством очков. В зависимости от вида спорта и турнира может применяться разница (разность) голов, забитых и пропущенных мячей (в футболе), шайб (в хоккее) или очков (в регби и баскетболе).
Разница голов (очков) определяется как результат вычитания: забитые голы (или набранные очки) во всех матчах минус пропущенные голы (или очки) во всех матчах. Впервые показатель разницы голов был использован в футболе на чемпионате мира 1970 года в Мексике. Вскоре этот показатель начал использоваться в футбольных чемпионатах Шотландии и Англии. Так, Футбольная лига Англии внедрила эту систему в сезоне 1976/77. В дальнейшем данный критерий распространился на многие другие турниры и используется по сей день в качестве либо первого критерия после количества очков, либо второго, после количества очков и результатов личных встреч между командами.
В английском футболе показатель разницы голов заменил в 1976 году показатель «соотношения голов» (Goal average, Goal ratio). По сути это означало, что вместо деления забитых и пропущенных командой мячей стало использоваться вычитание. Целью внедрения системы с разницей мячей было увеличение количества забитых мячей и повышение зрелищности матчей. В настоящее время в большинстве видов спорта используется именно разница, а не соотношение голов. Однако в австралийском футболе до сих пор используется соотношение очков, где оно называется «процентом» (percentage). Оно высчитывается как результат деления забитых очков на пропущенные с последующим умножением на 100.
Если две и более команды имеют равное количество очков и одинаковую разницу голов, применяются дополнительные критерии, обычно первым из них является количество забитых голов.

## «Разница голов» и «соотношение голов»
Применение различных систем подсчёта приводит к разным результатам. Возьмём для примера три команды:
| Команда A | 3:0 | Команда B |
| --------- | --- | --------- |
|           |     |           |

| Команда B | 6:0 | Команда C |
| --------- | --- | --------- |
|           |     |           |

| Команда A | 0:1 | Команда C |
| --------- | --- | --------- |
|           |     |           |

При использовании критерия «соотношение голов» победу одержит команда A:
| Поз | Команда   | И | В | Н | П | МЗ | МП | СМ    | РМ | О |
| --- | --------- | - | - | - | - | -- | -- | ----- | -- | - |
| 1   | Команда A | 2 | 1 | 0 | 1 | 3  | 1  | 3,000 | +2 | 3 |
| 2   | Команда B | 2 | 1 | 0 | 1 | 6  | 3  | 2,000 | +3 | 3 |
| 3   | Команда C | 2 | 1 | 0 | 1 | 1  | 6  | 0,167 | −5 | 3 |

При использовании критерия «разница голов» победу одержит Команда B:
| Поз | Команда   | И | В | Н | П | МЗ | МП | РМ | О |
| --- | --------- | - | - | - | - | -- | -- | -- | - |
| 1   | Команда B | 2 | 1 | 0 | 1 | 6  | 3  | +3 | 3 |
| 2   | Команда A | 2 | 1 | 0 | 1 | 3  | 1  | +2 | 3 |
| 3   | Команда C | 2 | 1 | 0 | 1 | 1  | 6  | −5 | 3 |

Первый критерий использовался ещё в XIX веке и был заменён на разницу голов в 1970-е годы с целью мотивации команд забивать больше голов. Например, если команда забила 70 голов и пропустила 40, её показатель соотношения голов (1,750) будет ниже, чем у другой команды, забившей 69 голов и пропустившей 39 (1,769). Для команды, забившей 70 голов и пропустившей 40, новый пропущенный гол снизит показатель соотношения голов на 0,043 (до 1,707), тогда как новый забитый гол увеличит этот показатель лишь на 0,025 (до 1,775). Это способствует приоритету оборонительной тактики над атакующей: выгода от забитого гола ниже, чем риск от пропущенного.
Ещё одной проблемой критерия «соотношение голов» является возможность ситуации, при которой команда не пропустила ни одного мяча (такое было, например, со сборной Англии в группе 1 на чемпионате мира 1966 года): в таком случае значение не может быть определено (деление на ноль).

## Чемпионские титулы, завоёванные по разнице голов

### Англия

#### 1989, «Арсенал» и «Ливерпуль»
У «Арсенала» и «Ливерпуля» в сезоне 1988/89 было равное количество очков и даже одинаковая разница забитых и пропущенных мячей. «Арсенал» выиграл чемпионский титул по большему числу забитых мячей. Этот критерий был учтён после последней игры сезона, в которой «канониры» обыграли «Ливерпуль» со счётом 2:0, сравнявшись с мерисайдским клубом по очкам и выиграв чемпионский титул из-за большего числа забитых голов. При использовании старой системы соотношения забитых и пропущенных голов чемпионом бы стал «Ливерпуль».

#### 2012, «Манчестер Сити» и «Манчестер Юнайтед»
Чемпион Премьер-лиги сезона 2011/12 определился только в последнем туре. Перед последним туром «Манчестер Сити и «Манчестер Юнайтед» набрали равное количество очков, но у «Сити» была лучшая разница забитых и пропущенных мячей. «Сити» в последнем матче сезона дома принимал «Куинз Парк Рейнджерс», а «Юнайтед» на выезде играл против «Сандерленда». К концу основного времени «Сити» проигрывал, но уже в добавленное арбитром время забил два мяча (на второй и пятой добавленных минутах) и выиграл чемпионский титул по разнице мячей.

### Венгрия

#### 2014, «Дебрецен» и «Дьёр»
Перед последним туром чемпионата Венгрии сезона 2013/14 «Дебрецен» опережал «Дьёр», своего ближайшего преследователя, на три очка. Несмотря на то, что «Дебрецен» проиграл свой последний матч со счётом 0:2, а «Дьёр» выиграл свой со счётом 5:0, чемпионский титул всё равно выиграл «Дебрецен» (разница голов +33 по сравнению с +26 у «Дьёра»).

### Шотландия

#### 1986, «Селтик» и «Харт оф Мидлотиан»
В сезоне 1985/86 «Харт оф Мидлотиан» проиграл «Данди» со счётом 2:0 в последнем туре, из-за чего уступил чемпионский титул «Селтику» по разнице забитых и пропущенных мячей. Если бы применялся критерий соотношения забитых и пропущенных мячей, чемпионом Шотландии стал бы «Хартс».

#### 2003, «Рейнджерс» и «Селтик»
В Премьер-лиге Шотландии сезона 2002/03 «Рейнджерс» набрал равное количество очков с «Селтиком» (97), но выиграл чемпионский титул по разнице мячей, причём с минимальным отрывом (+73 у «Рейнджерс» и +72 у «Селтика»).

## Чемпионские титулы, завоёванные по соотношению голов

### Англия

#### 1924, «Хаддерсфилд Таун» и «Кардифф Сити»
В сезоне 1923/24 равное количество очков (57) набрали две команды: английский «Хаддерсфилд Таун» и валлийский «Кардифф Сити». По критерию соотношения забитых и пропущенных голов чемпионом был признан «Хаддерсфилд» (1,818 по сравнению с 1,794 у «Кардиффа»). Если бы подсчёт проводился по современным правилам, то чемпионом Англии впервые в истории стал бы клуб из Уэльса (разница забитых и пропущенных мячей у обоих команд была одинаковой, +27, но «Кардифф Сити» забил 61 гол по сравнению с 60 голами у «Хаддерсфилд Таун»).

#### 1950, «Портсмут» и «Вулверхэмптон Уондерерс»
В сезоне 1949/50 «Портсмут» набрал равное количество очков с «Вулверхэмптон Уондерерс» (53), однако существенно опередил оппонента по соотношению забитых и пропущенных мячей, выиграв второй чемпионский титул в своей истории.

#### 1953, «Арсенал» и «Престон Норт Энд»
В сезоне 1952/53 «Арсенал» и «Престон Норт Энд» набрали по 54 очка, но «канониры» выиграли чемпионский титул по лучшему параметру соотношения забитых и пропущенных мячей.

#### 1965, «Манчестер Юнайтед» и «Лидс Юнайтед»
В сезоне 1964/65 «Манчестер Юнайтед» и «Лидс Юнайтед» набрали по 61 очку, однако по критерию соотношения забитых и пропущенных мячей «Манчестер Юнайтед» с существенным перевесом опередил «Лидс» (2,282 против 1,596) и выиграл чемпионский титул.

### Шотландия

#### 1953, «Рейнджерс» и «Хиберниан»
После того как «Рейнджерс» сыграл свой последний матч сезона 1952/53 вничью, он и «Хиберниан» финишировали с равным количеством очков (43). Чемпионский титул достался «Рейнджерс» (соотношение голов 2,0511 по сравнению с 1,824 у «Хиберниан»). При использовании современной системы с разницей голов чемпионом бы стал «Хиберниан» (+42 мяча по сравнению с +41 у «Рейнджерс»).

#### 1965, «Килмарнок» и «Харт оф Мидлотиан»
Перед последним туром сезона 1964/65 «Харт оф Мидлотиан» опережал ближайшего преследователя, «Килмарнок», на два очка. На тот момент за победу ещё присуждали два очка, и в последнем туре «Хартс» встретился с «Килмарноком». «Килмарноку» требовалась победа со счётом 2:0 для победы в чемпионате по соотношению голов. «Хартс» устраивало даже поражение со счётом 0:1 или 1:2, однако «Килмарнок» выиграл со счётом 2:0 и стал чемпионом (соотношение голов 1,879 у «Килмарнока» и 1,837 у «Харт оф Мидлотиан»). Если бы применялась современная система разницы голов, чемпионом стал бы «Харт оф Мидлотиан».

### Югославия

#### 1951, «Црвена звезда» и «Динамо Загреб»
В чемпионате Югославии 1951 года «Црвена звезда» и «Динамо Загреб» набрали равное количество очков (35), но чемпионский титул достался белградскому клубу, имевшему лучшее соотношение забитых и пропущенных мячей (2,381 против 2,368).

#### 1958, «Сплит» и «Будучност»
В сезоне 1957/58 хорватский «Сплит» и черногорская «Будучност Подгорица» набрали равное количество очков (25) и обладали равным показателем соотношения забитых и пропущенных мячей (0,833). Чтобы определить, кто из этих команд останется в высшем дивизионе, а кто вынужден будет играть в плей-офф на выбывание из лиги, были проведены два дополнительных матча. Первый матч в Сплите завершился со счётом 0:0, а в ответной игре в Подгорице «Будучност» выиграла со счётом 4:0, после чего заняла 10-е место в чемпионате. Хорватский клуб занял 11-е место, после чего сыграл в плей-офф на выбывание и проиграл, выбыв из высшего дивизиона чемпионата Югославии.